# Trần Thiện Khiêm

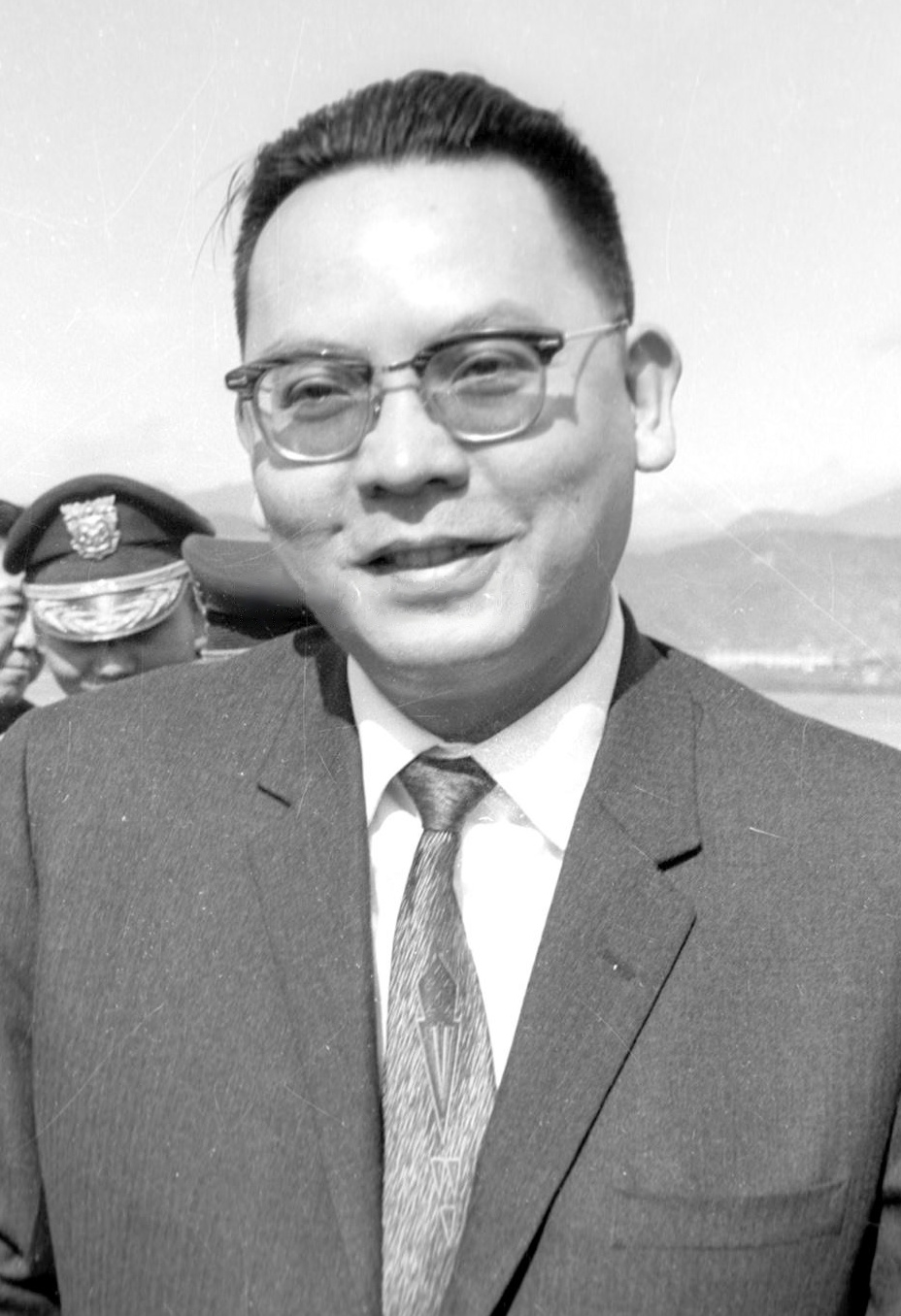
Trần Thiện Khiêm in 1965

Trần Thiện Khiêm (Saigon, 15 december 1925 – San Jose (Californië), 24 juni 2021) was een Vietnamees militair en politicus. Hij was premier van Zuid-Vietnam tussen 1969 en 1975.
Generaal Khiêm was in 1963 chef van de generale staf van het Zuid-Vietnamese leger toen een staatsgreep werd gepleegd tegen president Ngô Đình Diệm. Daarna was hij korte tijd opperbevelhebber van de strijdkrachten. Tussen 1964 en 1968 was hij achtereenvolgens ambassadeur voor zijn land in de Verenigde Staten en Taiwan. In 1968 werd hij minister van Binnenlandse Zaken en in 1969 vicepremier. Hij was een belangrijk adviseur van president Nguyễn Văn Thiệu en werd belast met het programma van pacificatie van Zuid-Vietnam. In 1969 werd hij premier en hij bleef dit tot een maand voor de val van Saigon.
Khiêm overleed op 95-jarige leeftijd in San Jose, Californië.